# 1973年のメジャーリーグベースボール
以下は、メジャーリーグベースボール（MLB）における1973年のできごとを記す。
1973年4月5日に開幕し10月21日に全日程を終え、アメリカンリーグはオークランド・アスレチックス(西地区優勝)が2年連続11度目のリーグ優勝で、ナショナルリーグはニューヨーク・メッツ(東地区優勝)が4年ぶり2度目のリーグ優勝であった。
ワールドシリーズはオークランド・アスレチックスがニューヨーク・メッツを4勝3敗で破り、7度目のシリーズ制覇で前年に続き2連覇であった。この年からアメリカンリーグは指名打者制度を採用した。
1972年のメジャーリーグベースボール - 1973年のメジャーリーグベースボール - 1974年のメジャーリーグベースボール

## できごと
アメリカンリーグ
- 東地区は、オリオールズがジム・パーマー (22勝・防御率2.40)、マイク・クェイヤー (18勝)、 デーブ・マクナリー (17勝)が健在で、フランク・ロビンソンは前年ドジャースに放出し、ボビー・グリッチ、ドン・ベイラー、アル・バンブリーらが育ち、チーム盗塁数146を記録し4度目の地区優勝となった。西地区はアスレチックスがキャットフィッシュ・ハンター(21勝)、ヴァイダ・ブルー(20勝)、ケン・ホルツマン(21勝)、リリーフにローリー・フィンガーズ(7勝・22セーブ)、ダロルド・ノウルズ(6勝・9セーブ)の投手陣に、打撃ではレジー・ジャクソン(打率.293・本塁打32本・打点117)、サル・バンドー(打率.287・本塁打29本)、ジョー・ルディ(打率.270)、ビリー・ノース(打率.285・盗塁53)、バート・キャンパネリス(盗塁34)ら攻守に隙がなく、3年連続地区優勝した。リーグチャンピオンシップシリーズは、初戦をパーマーの完封でオリオールズが先勝し、第2戦はサル・バンドー本塁打2本でアスレチオックスが快勝、第3戦はルディの適時打とキャンパネリスの本塁打でアスレチックス、第4戦はオリオールズが4点差をひっくり返して勝ち、そして最終第5戦はハンターが5安打完封でアスレチックスがリーグ2連覇となった。
- 個人タイトルは、ツインズのロッド・カルー (打率.350)が2年連続3度目の首位打者、アスレチックスのレジー・ジャクソンが初の本塁打王と打点王でジャクソンは以降本塁打王を4度獲得する。盗塁王はレッドソクスのトミー・ハーパー (盗塁54)。ホワイトソックスの ウィルバー・ウッド (24勝)が最多勝、オリオールズのジム・パーマーが最優秀防御率、そしてエンゼルスのノーラン・ライアン(奪三振382)が2年連続最多奪三振となった。リーグMVPはレジー・ジャクソン、サイ・ヤング賞はジム・パーマーが選ばれた。

ナショナルリーグ
- 東地区は、首位チームが入れ替わる団子レースの混戦模様の中で、8月末に借金9で首位カージナルスから5.5ゲーム差の5位だったメッツが、9月に入ってから猛然と追い込み、9月18日からその時点で首位だったパイレーツを相手に4連勝して77勝77敗の勝率5割で東地区首位に立った。そして最終日10月1日にトム・シーバーが19勝目を挙げて、82勝79敗で地区優勝した[1]。2位カージナルスが81勝81敗で、82勝で貯金わずか3の史上最少の勝ち星での地区優勝であった。トム・シーバー(19勝)、前年新人王を取ったジョン・マトラック(14勝)、ジェリー・クーズマン(14勝)、ジョージ・ストーン(11勝)、タグ・マグロー(5勝・25セーブ)、の投手陣の踏ん張りが効いた。西地区は、6月末に貯金2と低調だったレッズが、後半戦を60勝26敗で一時は11ゲーム差だったのを引っ繰り返しての逆転優勝であった。リーグチャンピオンシップシリーズは、第1戦をトム・シーバーで落としたメッツが続く第2戦をジョン・マトラック、第3戦をジェリー・クーズマンで勝ち、2勝2敗から最終第5戦をトム・シーバーからタグ・マグローの継投で勝利を収めてリーグ優勝した。ペナントレース82勝のメッツが99勝のレッズを破り、ワールドシリーズに進出した。まさにミラクルメッツの再現であった。
- 個人タイトルは、レッズのピート・ローズ (打率.338)で4年ぶり3度目の首位打者、パイレーツのウィリー・スタージェル (本塁打44本・打点119)が2度目の本塁打王と初の打点王、カージナルスのルー・ブロック (盗塁70)が3年連続7度目の盗塁王であった。メッツのトム・シーバー(奪三振251・防御率2.08)が2年ぶり3度目の最多奪三振・最優秀防御率で、最多勝はジャイアンツのロン・ブライアント(24勝)で、リーグMVPはレッズのピート・ローズ、サイ・ヤング賞はメッツのトム・シーバーであった。

ワールドシリーズ
- 第1戦はアスレチックスがケン・ホルツマン、ローリー・フィンガーズ、ダロルド・ノウルズの継投で2-1の1点差で抑えきった。第2戦はメッツが延長12回表に敵失から4点得点して雪辱した。第3戦も延長にもつれ込み11回表にシーズン盗塁王を逃したバート・キャンパネリスの適時打でアスレチックスが3-2の1点差で制した。第4戦はメッツがジョン・マトラックが先発8回まで1 失点でメッツが勝った。第5戦もメッツがジェリー・クーズマンとタグ・マグローの完封リレーで2-0で連勝し先に王手をかけた。第6戦はメッツのトム・シーバーとアスレチックスのキャットフィッシュ・ハンターとのエース対決となり、ハンターが3-1でシーバーに投げ勝ち3勝3敗となった。そして第7戦はケン・ホルツマン、ローリー・フィンガーズ、ダロルド・ノウルズがメッツを2点に抑え、打っては前年ワールドシリーズに故障で出場出来なかった主砲レジー・ジャクソンがシリーズ初本塁打を打ってアスレチックスの2年連続シリーズ制覇となった。シリーズMVPにはレジー・ジャクソンが選ばれた。

### ヤンキースの新オーナー
1973年1月3日、ヤンキースのオーナーであるCBSはクリーブランドの造船王ジョージ・スタインブレナーを代表とするグループに名門ニューヨーク・ヤンキースを売却した。金額は1,000万ドルで、これは1964年に買収した時の1,320万ドル(当時の契約が複雑なため1,400万ドルとする資料もある)を大幅に下回るものであった。「本業が忙しいので球団経営は現場に任せる」と語って、スタインブレナーはオーナーに就任した。しかし、彼はすぐにありとあらゆる部分に口を挟み球団を困惑させた。球団社長は前任のマイケル・バークが引き続き運営に携わるはずだったが、売却に当たって仲介役となったインディアンスのゲイブ・ポールGMを半年後に球団社長にしてバークを追い出した。バークの下にいたリー・マクフェイル(ラリー・マクフェイルの息子)GMも1年で辞めた。1966年から監督を続けていたラルフ・ハウクもこの年のシーズンが終わってすぐに解任した。このスタインブレナーの監督解任劇は年中行事となった。やがて彼が強烈なリーダーシップを発揮して潤沢な資金をチーム強化に注ぎ、ちょうどフリーエージェントの時代になったことで高額な選手をどんどん確保して低迷していたヤンキースを蘇らせていった。

### 記録
- 5月15日、カリフォルニア・エンゼルスのノーラン・ライアン投手が対カンザスシティ・ロイヤルズ戦でノーヒットノーランを達成、そして続く7月15日の対デトロイト・タイガース戦で17奪三振で再びノーヒットノーランを達成した。1シーズン2度達成の記録としては、1938年のシンシナティ・レッズのジョニー・ヴァンダー・ミーアが達成して以来、1951年のニューヨーク・ヤンキースのアリー・レイノルズ、1952年のデトロイト・タイガースのバージャル・トラクスに続く史上4人目である。
- 9月27日、カリフォルニア・エンゼルスのノーラン・ライアン投手が対ミネソタ・ツインズ戦で延長11回完投で16三振を奪い、シーズン奪三振385を記録した。これはロサンゼルス・ドジャースのサンディ・コーファックス投手が1965年に記録した382を上回る、メジャーリーグ新記録である。
- ナショナルリーグの優勝チームニューヨーク・メッツの成績は≪82勝79敗、勝率.509≫で、少ない勝利数でのリーグ優勝は1981年アメリカンリーグのヤンキース51勝、同じ年ナショナルリーグのドジャース63勝、1918年アメリカンリーグのレッドソックス75勝に次ぐ数字である。しかし1981年はシーズン中のストライキで107～110試合での結果であり、1918年は第一次世界大戦で9月1日でペナントレースを終了させたため126試合での結果≪75勝51敗、勝率.595≫であるため、154～162試合での結果としては優勝チームとして史上最少の勝利数であり、また勝率.509は史上最低の勝率である。

## 最終成績

### レギュラーシーズン
| 順     | チーム                         | 勝利   | 敗戦   | 勝率   | G差    |
| 東地区 | 東地区                         | 東地区 | 東地区 | 東地区 | 東地区 |
| ------ | ------------------------------ | ------ | ------ | ------ | ------ |
| 1      | ボルチモア・オリオールズ       | 97     | 65     | .599   | –      |
| 2      | ボストン・レッドソックス       | 89     | 73     | .549   | 8.0    |
| 3      | デトロイト・タイガース         | 85     | 77     | .525   | 12.0   |
| 4      | ニューヨーク・ヤンキース       | 80     | 82     | .494   | 17.0   |
| 5      | ミルウォーキー・ブルワーズ     | 74     | 88     | .457   | 23.0   |
| 6      | クリーブランド・インディアンス | 71     | 91     | .438   | 26.0   |
| 西地区 |                                |        |        |        |        |
| 1      | オークランド・アスレチックス   | 94     | 68     | .580   | –      |
| 2      | カンザスシティ・ロイヤルズ     | 88     | 74     | .543   | 6.0    |
| 3      | ミネソタ・ツインズ             | 81     | 81     | .500   | 13.0   |
| 4      | カリフォルニア・エンゼルス     | 79     | 83     | .488   | 15.0   |
| 5      | シカゴ・ホワイトソックス       | 77     | 85     | .475   | 17.0   |
| 6      | テキサス・レンジャーズ         | 57     | 105    | .352   | 37.0   |

| 順     | チーム                         | 勝利   | 敗戦   | 勝率   | G差    |
| 東地区 | 東地区                         | 東地区 | 東地区 | 東地区 | 東地区 |
| ------ | ------------------------------ | ------ | ------ | ------ | ------ |
| 1      | ニューヨーク・メッツ           | 82     | 79     | .509   | –      |
| 2      | セントルイス・カージナルス     | 81     | 81     | .500   | 1.5    |
| 3      | ピッツバーグ・パイレーツ       | 80     | 82     | .494   | 2.5    |
| 4      | モントリオール・エクスポズ     | 79     | 83     | .488   | 3.5    |
| 5      | シカゴ・カブス                 | 77     | 84     | .478   | 5.0    |
| 6      | フィラデルフィア・フィリーズ   | 71     | 91     | .438   | 11.5   |
| 西地区 |                                |        |        |        |        |
| 1      | シンシナティ・レッズ           | 99     | 63     | .611   | –      |
| 2      | ロサンゼルス・ドジャース       | 95     | 66     | .590   | 3.5    |
| 3      | サンフランシスコ・ジャイアンツ | 88     | 74     | .543   | 11.0   |
| 4      | ヒューストン・アストロズ       | 82     | 80     | .506   | 17.0   |
| 5      | アトランタ・ブレーブス         | 76     | 85     | .472   | 22.5   |
| 6      | サンディエゴ・パドレス         | 60     | 102    | .370   | 39.0   |

### オールスターゲーム
- ナショナルリーグ 7 - 1 アメリカンリーグ

MVP：ボビー・ボンズ (SF)

### ポストシーズン
|  | リーグチャンピオンシップシリーズ | リーグチャンピオンシップシリーズ |   |  | ワールドシリーズ | ワールドシリーズ |
|  |                                  |                                  |   |  |                  |                  |
|  | アメリカンリーグ                 |                                  |   |  |                  |                  |
|  | ボルチモア・オリオールズ         | 2                                |   |  |                  |                  |
|  | オークランド・アスレチックス     | 3                                |   |  |                  |                  |
|  |                                  |                                  |   |  |                  |                  |
|  | オークランド・アスレチックス     | 4                                |   |  |                  |                  |
|  |                                  | ニューヨーク・メッツ             | 3 |  |                  |                  |
|  | ナショナルリーグ                 |                                  |   |  |                  |                  |
|  | ニューヨーク・メッツ             | 3                                |   |  |                  |                  |
|  | シンシナティ・レッズ             | 2                                |   |  |                  |                  |

#### リーグチャンピオンシップシリーズ
| 10/6 –  | アスレチックス | 0 | - | 6 |  | オリオールズ   |
| 10/7 –  | アスレチックス | 6 | - | 3 |  | オリオールズ   |
| 10/9 –  | オリオールズ   | 1 | - | 2 |  | アスレチックス |
| 10/10 – | オリオールズ   | 5 | - | 4 |  | アスレチックス |
| 10/11 – | オリオールズ   | 0 | - | 3 |  | アスレチックス |

| 10/6 –  | メッツ | 1 | - | 2 |  | レッズ |
| 10/7 –  | メッツ | 5 | - | 0 |  | レッズ |
| 10/8 –  | レッズ | 2 | - | 9 |  | メッツ |
| 10/9 –  | レッズ | 2 | - | 1 |  | メッツ |
| 10/10 – | レッズ | 2 | - | 7 |  | メッツ |

#### ワールドシリーズ
- アスレチックス 4 - 3 メッツ

| 10/14 – | メッツ         | 10 | - | 7 |  | アスレチックス |
| 10/13 – | メッツ         | 1  | - | 2 |  | アスレチックス |
| 10/16 – | アスレチックス | 3  | - | 2 |  | メッツ         |
| 10/17 – | アスレチックス | 1  | - | 6 |  | メッツ         |
| 10/18 – | アスレチックス | 0  | - | 2 |  | メッツ         |
| 10/20 – | メッツ         | 1  | - | 3 |  | アスレチックス |
| 10/21 – | メッツ         | 2  | - | 5 |  | アスレチックス |

MVP：レジー・ジャクソン (OAK)

## 個人タイトル

### アメリカンリーグ
| 項目   | 選手                     | 記録 |
| ------ | ------------------------ | ---- |
| 打率   | ロッド・カルー (MIN)     | .350 |
| 本塁打 | レジー・ジャクソン (OAK) | 32   |
| 打点   | レジー・ジャクソン (OAK) | 117  |
| 得点   | レジー・ジャクソン (OAK) | 99   |
| 安打   | ロッド・カルー (MIN)     | 203  |
| 盗塁   | トミー・ハーパー (BOS)   | 54   |

| 項目   | 選手                     | 記録 |
| ------ | ------------------------ | ---- |
| 勝利   | ウィルバー・ウッド (CWS) | 24   |
| 敗戦   | スタン・バーンセン (CWS) | 21   |
| 防御率 | ジム・パーマー (BAL)     | 2.40 |
| 奪三振 | ノーラン・ライアン (CAL) | 383  |
| 投球回 | ウィルバー・ウッド (CWS) | 359⅓ |
| セーブ | ジョン・ヒラー (DET)     | 38   |

### ナショナルリーグ
| 項目   | 選手                         | 記録 |
| ------ | ---------------------------- | ---- |
| 打率   | ピート・ローズ (CIN)         | .338 |
| 本塁打 | ウィリー・スタージェル (PIT) | 44   |
| 打点   | ウィリー・スタージェル (PIT) | 119  |
| 得点   | ボビー・ボンズ (SF)          | 131  |
| 安打   | ピート・ローズ (CIN)         | 230  |
| 盗塁   | ルー・ブロック (STL)         | 70   |

| 項目   | 選手                         | 記録 |
| ------ | ---------------------------- | ---- |
| 勝利   | ロン・ブライアント (SF)      | 24   |
| 敗戦   | スティーブ・カールトン (PHI) | 20   |
| 防御率 | トム・シーバー (NYM)         | 2.08 |
| 奪三振 | トム・シーバー (NYM)         | 251  |
| 投球回 | ジャック・ビリンガム (CIN)   | 293⅓ |
| 投球回 | スティーブ・カールトン (PHI) | 293⅓ |
| セーブ | マイク・マーシャル (MON)     | 31   |

## 表彰

### 全米野球記者協会（BBWAA）表彰
| 表彰         | アメリカンリーグ         | ナショナルリーグ                  |
| ------------ | ------------------------ | --------------------------------- |
| MVP          | レジー・ジャクソン (OAK) | ピート・ローズ (CIN)              |
| サイヤング賞 | ジム・パーマー (BAL)     | トム・シーバー (NYM)              |
| 最優秀新人賞 | アル・バンブリー (BAL)   | ゲイリー・マシューズ・シニア (SF) |

### ゴールドグラブ賞
| 守備位置 | アメリカンリーグ             | ナショナルリーグ             |
| -------- | ---------------------------- | ---------------------------- |
| 投手     | ジム・カート (CWS)           | ボブ・ギブソン (STL)         |
| 捕手     | サーマン・マンソン (NYY)     | ジョニー・ベンチ (CIN)       |
| 一塁手   | ジョージ・スコット (MIL)     | マイク・ジョーゲンセン (MON) |
| 二塁手   | ボビー・グリッチ (BAL)       | ジョー・モーガン (CIN)       |
| 三塁手   | ブルックス・ロビンソン (BAL) | ダグ・レイダー (HOU)         |
| 遊撃手   | マーク・ベランジャー (BAL)   | ロジャー・メッツガー (HOU)   |
| 外野手   | ミッキー・スタンリー (DET)   | シーザー・セデーニョ (HOU)   |
| 外野手   | ポール・ブレアー (BAL)       | ボビー・ボンズ (SF)          |
| 外野手   | エイモス・オーティス (KC)    | ウィリー・デービス (LAD)     |

### その他表彰
| 表彰                   | アメリカンリーグ             | ナショナルリーグ         |
| ---------------------- | ---------------------------- | ------------------------ |
| カムバック賞           | ジョン・ヒラー (DET)         | デーブ・ジョンソン (ATL) |
| 最優秀救援投手賞       | ジョン・ヒラー (DET)         | マイク・マーシャル (MON) |
| 最優秀指名打者賞       | オーランド・セペダ (BOS)     | -                        |
| ロベルト・クレメンテ賞 | アル・ケーライン (DET)       | -                        |
| ハッチ賞               | ジョン・ヒラー (DET)         | -                        |
| ルー・ゲーリッグ賞     | -                            | ロン・サント (CHC)       |
| ベーブ・ルース賞       | バート・キャンパネリス (OAK) | -                        |

### アメリカ野球殿堂入り表彰者
BBWAA特別選出
- ロベルト・クレメンテ

BBWAA投票
- ウォーレン・スパーン (有資格初年度)

ベテランズ委員会選出
- ビリー・エバンス (審判員)
- ジョージ・ケリー
- ミッキー・ウェルチ

ニグロリーグ委員会選出
- モンテ・アーヴィン